# Valdefuentes del Páramo
Valdefuentes del Páramo település Spanyolországban, León tartományban. Lakosainak száma 306 fő (2024).

## Földrajza
Valdefuentes del Páramo Laguna Dalga, Zotes del Páramo, Cebrones del Río, Regueras de Arriba, Villazala, Urdiales del Páramo és Santa María del Páramo községekkel határos.

## Népesség
A település lakosságának változását az alábbi diagram mutatja:
| Lakosok száma | 429  | 388  | 350  | 331  | 354  | 343  | 335  | 321  | 315  | 306  |
|               | 2001 | 2004 | 2007 | 2009 | 2012 | 2014 | 2017 | 2019 | 2022 | 2024 |